# Żerniki (Wrocław)

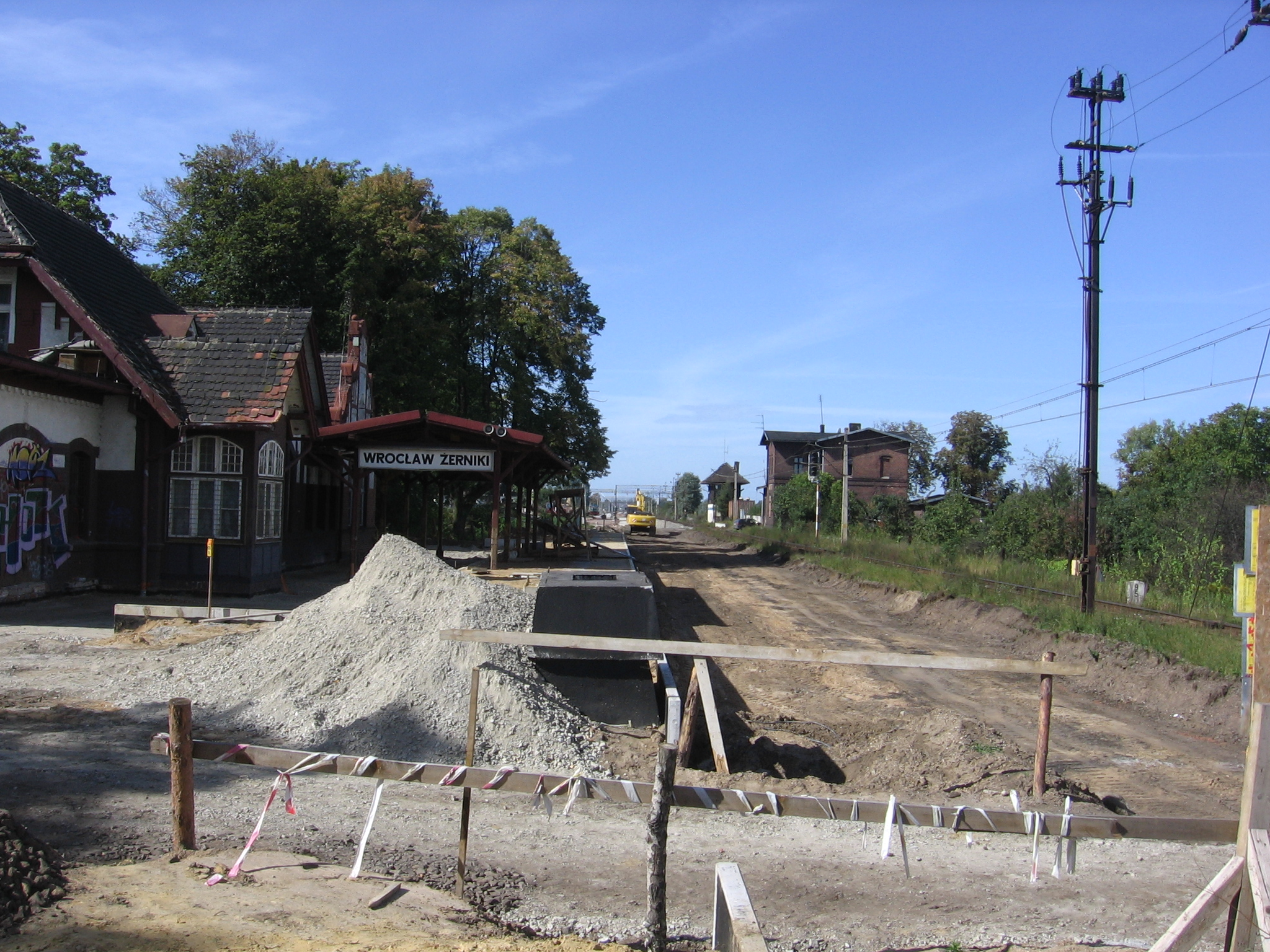
stacja kolejowa Wrocław Żerniki

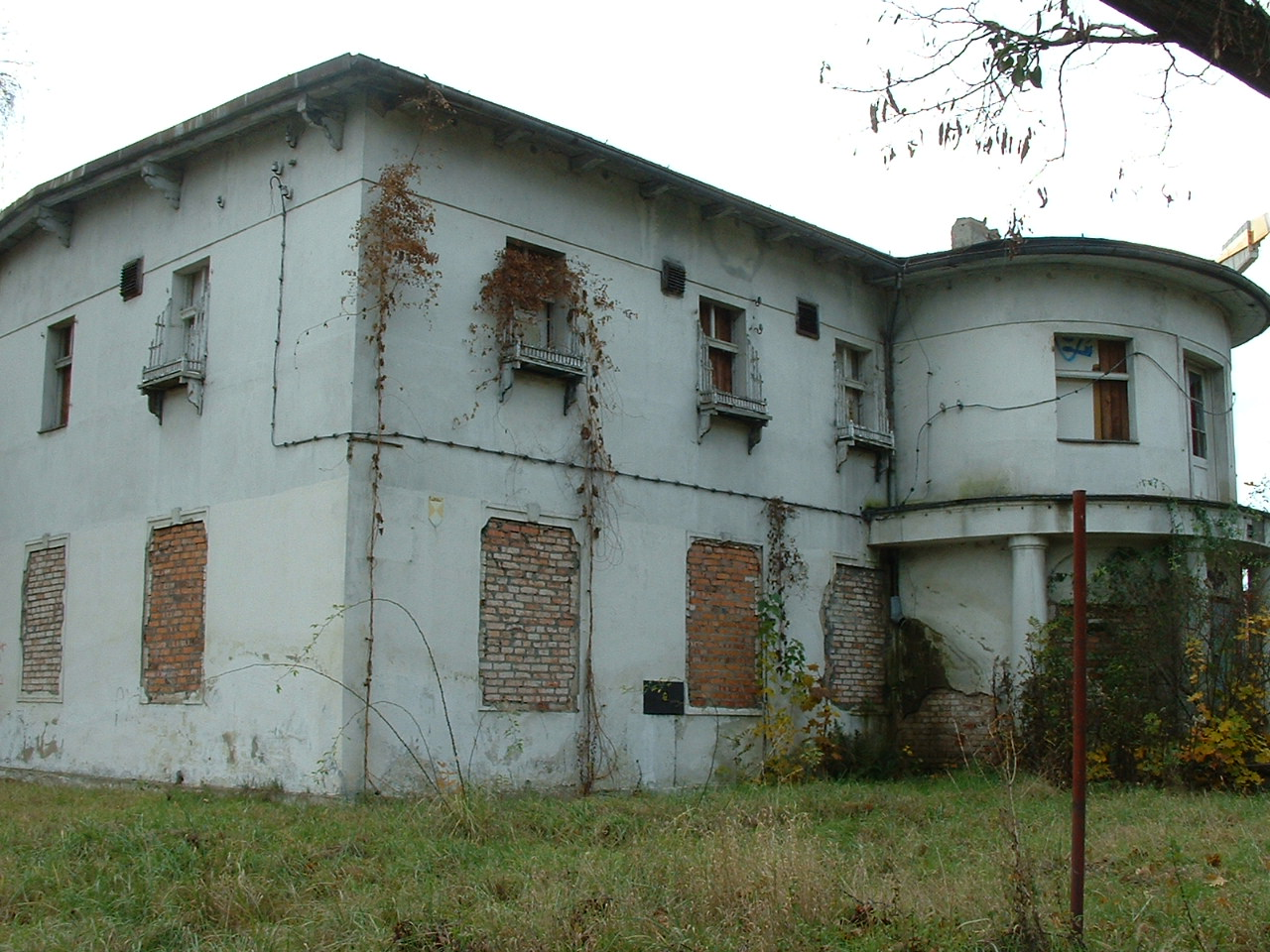
Stara żernicka przychodnia

Żerniki (niem. Neukirch) – osiedle we Wrocławiu położone na zachodzie miasta w byłej dzielnicy Fabryczna. W granicach miasta od 1928.
Sąsiaduje z osiedlem Nowy Dwór, Kuźnikami, Osińcem, Strachowicami i Złotnikami.
Pierwszy raz wzmiankowana w 1257, gdy książę Henryk III zatwierdził pochodzące z niej dochody klasztorowi Św. Klary. Była jego własnością aż do 1810. Nazwa pochodzi od słowa żerdź. W XIII w. pojawia się nazwa Nowy Kościół (Nova ecclesia). W 1795 było tu 346 mieszkańców. Połączenie kolejowe istnieje od 1844. W czasie II wojny światowej znajdował się w osiedlu obóz pracy przymusowej, w którym przebywało ok. 700 osób.
Przez północny kraniec osiedla biegnie linia kolejowa ze stacją Wrocław-Żerniki. Główną ulicą jest ul. Żernicka. Na osiedlu dominują domki jednorodzinne, jednak od roku 2002 zaczęto tu budować budynki wielorodzinne w niskiej zabudowie (2-3 piętra). W jednym z nich znajduje się wybudowany w 2006 roku budynek poczty. Jest tu szkoła podstawowa licząca ponad 50 lat i zabytkowy kościół z XIV w.
Na Żernikach znajduje się też kilka stawów-glinianek. Według planu zagospodarowania przestrzennego mają one być docelowo – wraz z przyległymi nieużytkami – przekształcone w tereny rekreacyjne. Przez Żerniki przepływa m.in. rzeka Ślęza, oddziela ona Żerniki od Kuźnik i Nowego Dworu. Wzdłuż niej rośnie las potocznie zwany Parkiem Tysiąclecia, w którym znajduje się kilka miejsc wyznaczonych do biwakowania.

## Zabytki
Do wojewódzkiego rejestru zabytków wpisane są:
- kościół pw. śś. Wawrzyńca i Małgorzaty, ul. Żernicka 247, z XIII w., XV w., l. 1947-50
- dworzec Wrocław – Żerniki, ul. Żernicka, z l. 1880, 1898, 1903: wiata peronowa, drewniana, 1880 r.
- dom, ul. Żernicka 229, z XIX w./XX w.
- szalet, obecnie budynek gospodarczy przy domu, z XIX w./XX w.

Na Żernikach znajduje się również jeden z pięciu zachowanych we Wrocławiu, prawdopodobnie średniowiecznych, kamiennych krzyży. Jedyny z rytem bełtu kuszy, możliwe, że narzędzia zabójstwa.

## Komunikacja miejska
107 (Pracze Odrzańskie - Krzyki)
129 (Poświęcka-ośrodek zdrowia – Lotnisko)
142 (Jarnołtów - Paprotna)
148 (Dworzec Główny (Dworcowa) – Leśnica)
909 (Nowy Dwór – Samotwór Leśna)
249 (Krzyki – Jarnołtów), (nocny)

W odległości około 2 km od osiedla znajduje się pętla tramwajowa na Nowym Dworze, oferująca dwie linie tramwajowe oraz 4 autobusowe.